# Estelada

Estelada, nejužívanější varianta

Varianta Estelady

Varianta Estelady

Estelada (česky Hvězdnatá nebo Hvězdná vlajka) je vlajka užívaná přívrženci úplné suverenity Katalánska, španělského autonomního společenství.
Vlajka je, stejně jako Katalánská vlajka (oficiální vlajka španělského autonomního společenství), tvořena devíti žlutými a červenými pruhy (5 žlutých a 4 červené), je ovšem rozšířena o modrý klín, sahajícím do třetiny vlajkového listu, ve kterém je bílá pěticípá hvězda.
Vlajka symbolizuje nezávislost, ale též republikánství. Devět pruhů bylo již symbolem Aragonské koruny.

## Historie
Vlajku vytvořil katalánský patriot Vicenç Albert Ballester přibližně v roce 1908. Inspiroval se vlajkou bojovníků za nezávislost Kuby na Španělském království (Španělském impériu), kteří se ovšem již dříve inspirovali vlajkou a heraldickými symboly Spojených států amerických a tamější revolucí za nezávislost.

## Souvislosti

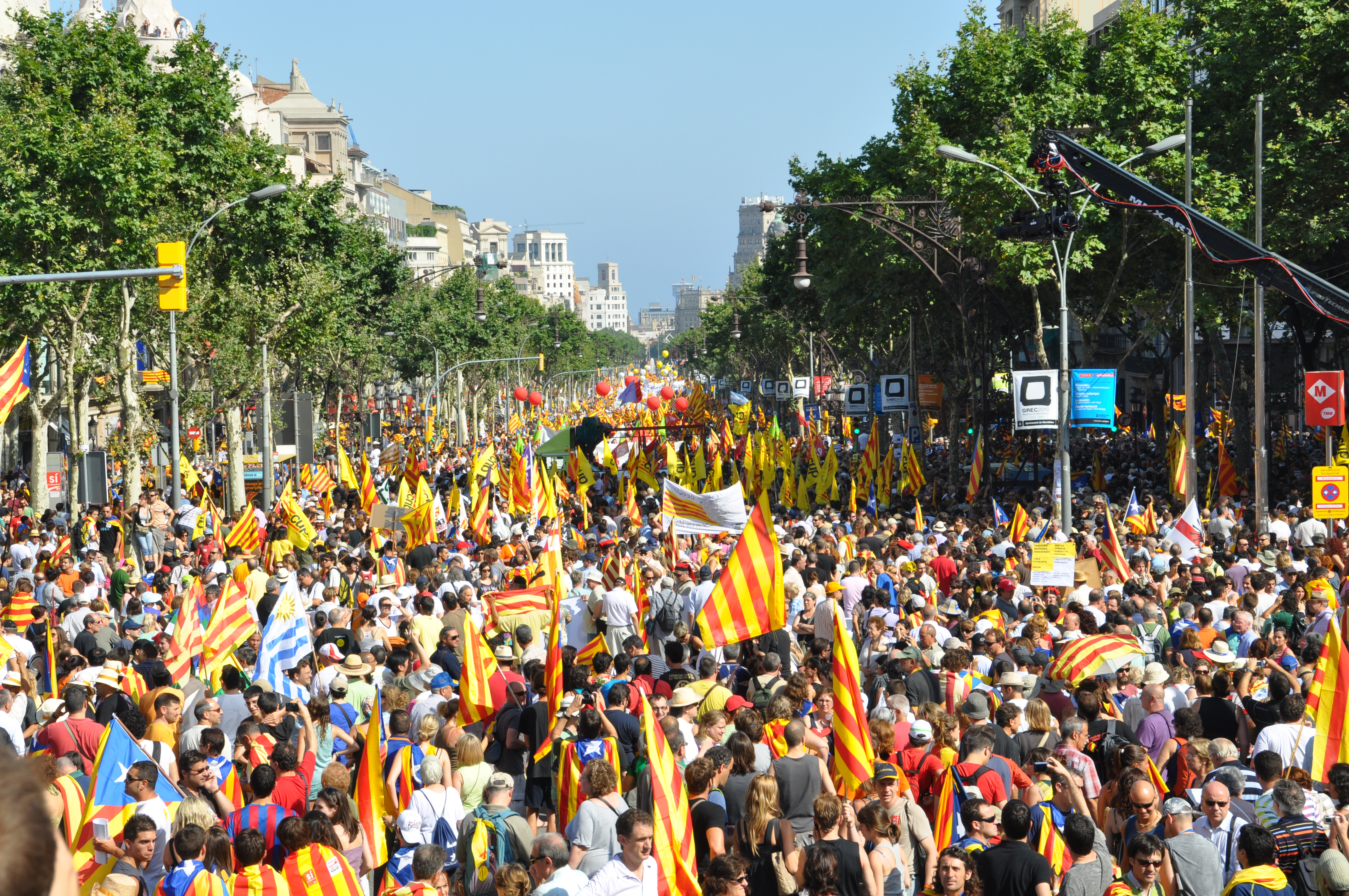
Demonstrace: "Jsme národ" (Som una nació) v ulicích Barcelony červen 2010

Tato vlajka má několik verzí a řadu odvozeným variant a podvariant. Jako nejčastější varianta se objevuje ta, kdy klín není modrý, ale žlutý, kontinuálně propojený se žlutými pruhy základu. Valencijská klasická vlajka má místo klínu příčné pole, opět modré, dekorované naturálními i heraldickými liliemi a spojené červeným příčným pruhem. Valencijská verze tamních separatistů ale ozdoby vypouští a nahrazuje je jednou hvězdou na způsob estelady katalánské a poté je rovněž nazývána esteladou. Jsou také verze baleárská a vlajky inspirované jak vlajkou EU tak vlajkou Katalánská estelada. V minulosti (1960) se objevila též verze bez klínu, ale s menším polem v levém horním rohu po vzoru vlajky USA. Esteladou je inspirována též jedna z vlajek FC Barcelona. O své verze se pokusily také politické proudy: komunisté, anarchisté, zelení a další.
Užití této vlajky rovněž ilustruje procesy uvnitř katalánské společnosti. Zatímco při masových protestech na podporu katalánské autonomie a proti jejímu připravovanému a probíhajícímu okleštění (2010) zcela převládaly „legální“ vlajky Katalánské autonomie sestavené jen z „aragonských“ pruhů a jen sporadicky se v davu objevily vlajky Estelada, v roce 2016 a zejména 2017 převládají již zcela vlajky s modrým klínem (Estelada) vyjadřující nejspíše zesilující vůli k suverenitě. Rozdíl mezi oficiální vlajkou Katalánské autonomie a neoficiální a („revoluční“) Esteladou je právě v modrém klínu a v přítomnosti pěticípé hvězdy, která je pak symbolem manifestujícím vůli k úplné suverenitě a (patrně) také k republikánství.

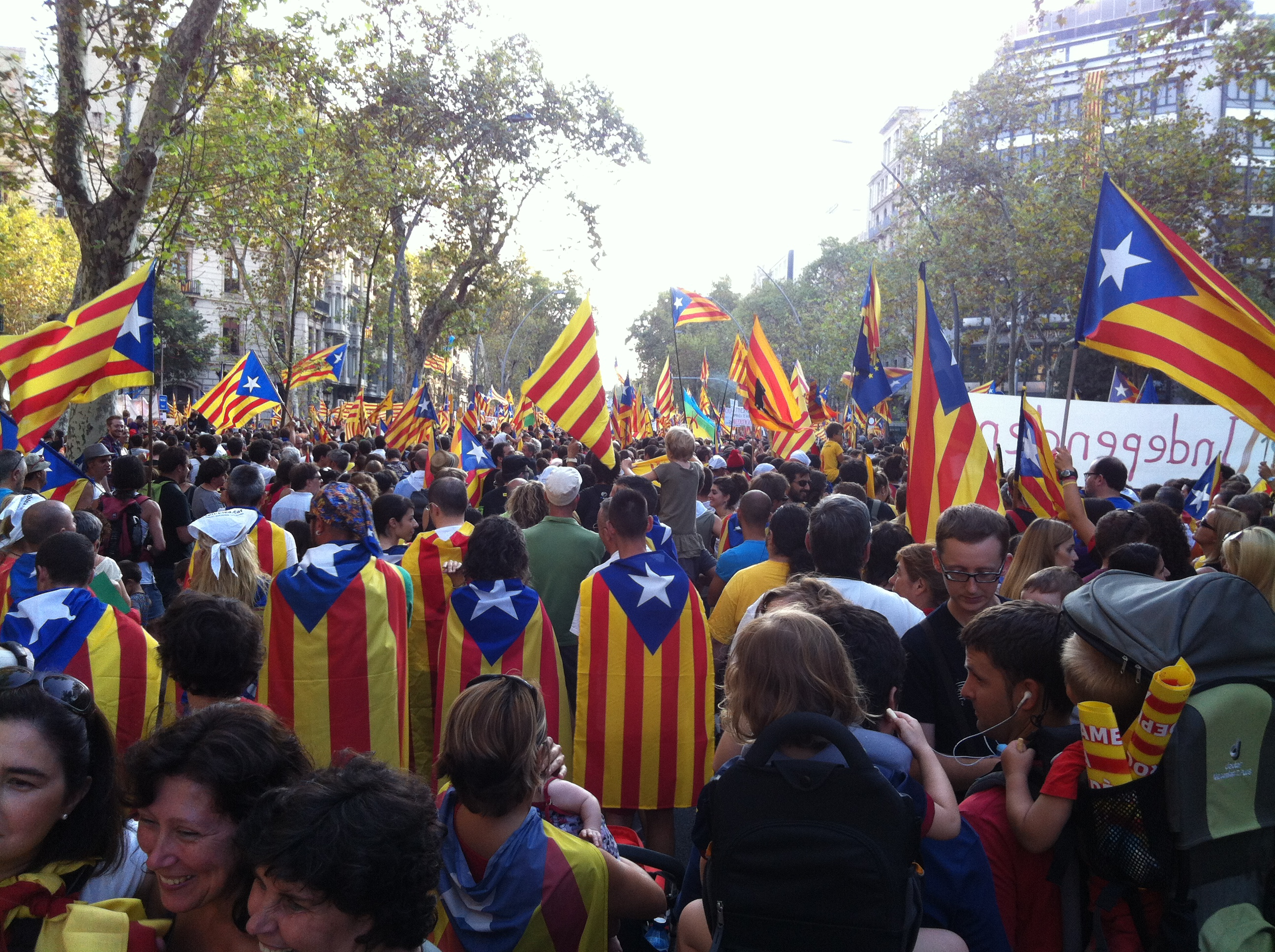
Demonstrace v ulicích Barcelony o dva roky později v roce 2012